# 8 км (платформа, Дніпровська дирекція Придніпровської залізниці)
8 км — закритий (не чинний) пасажирський залізничний зупинний пункт Дніпровської дирекції Придніпровської залізниці на лінії Сухачівка — Правда. Був розташований у Південному районі міста Кам'янське (смт Карнаухівка, Кам'янська міська рада) Дніпропетровської області.
Пасажирський рух припинено з 2004 року.